# Autoatualização
Autoatualização (em língua inglesa, self-actualisation; em língua alemã, Selbstverwirklichung) ou tendência para a autoatualização designa, em diferentes teorias psicológicas, geralmente de maneiras diferentes, a tendência de um organismo de desenvolver todas as suas possibilidades de crescimento. Aplica-se sobretudo ao desenvolvimento do si mesmo, designando a tendência do indivíduo de desenvolver-se e crescer como pessoa. O termo foi originalmente introduzido pelo teórico organísmico Kurt Goldstein para o motivo de se realizar todo o potencial de um indivíduo: "a tendência de se atualizar o mais plenamente possível é a pulsão básica ... o impulso da auto-atualização". Importantes autores para o desenvolvimento desse conceito foram Carl Rogers, que similarmente escreveu "a força curativa da psicoterapia - a tendência do homem de se atualizar, de se tornar suas potencialidades ... de expressar e ativar todas as capacidades do organismo"; e Abraham Maslow.

## Popularização do conceito por Abraham Maslow
O conceito foi destacado na teoria da hierarquia de necessidades de Abraham Maslow como o nível final de desenvolvimento psicológico que pode ser alcançado quando todas as necessidades básicas e mentais são essencialmente atendidas e a "atualização" de todo o potencial pessoal ocorre. Maslow definiu a autoatualização como "o desejo de autoplenificação, ou seja, a tendência para que ele [o indivíduo] se atualize no que é potencialmente. Essa tendência pode ser expressa como o desejo de se tornar cada vez mais o que se é, tornar-se tudo o que se é capaz de se tornar." Maslow usou o termo autoatualização para descrever um desejo, não uma força motriz, que poderia levar à realização das capacidades de alguém. Ele não sentia que a autoatualização determinasse a vida de alguém; antes, ele sentiu que ela dava ao indivíduo um desejo ou motivação para alcançar ambições a brotarem. O uso do termo por Maslow é agora popular na psicologia moderna quando se discute a personalidade a partir da abordagem humanística. Uma definição básica de um livro texto típico de faculdade define a autoatualização de acordo com Maslow simplesmente como "a realização completa do potencial de alguém" e do "verdadeiro eu".

## Kurt Goldstein
A psicoterapia adleriana clássica também promove esse nível de desenvolvimento psicológico, utilizando a base de um modelo terapêutico de 12 estágios para satisfazer realisticamente as necessidades básicas. Isso leva a um estágio avançado de "metaterapia", vida criativa e atualização de si/outro/atualização de tarefas. A terapia Gestalt, reconhecendo que 'Kurt Goldstein introduziu pela primeira vez o conceito de organismo como um todo', baseia-se no pressuposto de que "todo indivíduo, toda planta, todo animal tem apenas um objetivo inato - se realizar como é". O livro de Kurt Goldstein, The Organism: A Holistic Approach to Biology Derived from Pathological Data in Man (1939), apresentou a autoatualização como "a tendência de atualizar, tanto quanto possível, as capacidades individuais [do organismo]" no mundo. A tendência para a autoatualização é "a única unidade pela qual a vida de um organismo é determinada". No entanto, para Goldstein a autoatualização não pode ser entendida como um tipo de objetivo a ser alcançado em algum momento no futuro. A qualquer momento, o organismo tem a tendência fundamental de atualizar todas as suas capacidades e todo o seu potencial, como está presente naquele exato momento, nas circunstâncias dadas. Sob a influência de Goldstein, Abraham Maslow desenvolveu uma teoria hierárquica da motivação humana em Motivação e Personalidade (1954).

## Carl Rogers
Carl Rogers usou o termo "autoatualização" para descrever algo distinto do conceito desenvolvido por Maslow: a atualização do senso de "eu" do indivíduo. Na teoria de Rogers da terapia centrada na pessoa, a autoatualização é o processo contínuo de manter e aprimorar o autoconceito do indivíduo através da reflexão, reinterpretação da experiência, permitindo que o indivíduo se recupere, desenvolva, mude e cresça. A autoatualização é um subconjunto da tendência atualizante geral organísmica, e começa com a criança aprendendo a diferenciar o que é "si mesmo" e o que é "outro" dentro de seu "campo perceptivo total", conforme sua autoconsciência gradualmente se cristaliza. Interações com outros significantes são essenciais para o processo de autoatualização:
Como resultado da interação com o ambiente, e particularmente como resultado da interação avaliativa com os outros, a estrutura do eu é formada  –  como um padrão conceitual organizado, fluido, mas consistente, de percepções de características e relações do 'eu' ou do 'mim', juntamente com os valores associados a esses conceitos.
O processo de autoatualização é contínuo à medida que o indivíduo amadurece para uma autonomia socialmente competente e interdependente, e continua ao longo do ciclo de vida. Quando há tensão suficiente entre o senso de si do indivíduo e sua experiência, um estado psicopatológico de incongruência pode surgir, segundo Rogers, "os indivíduos são culturalmente condicionados, recompensados, reforçados, para comportamentos que são de fato perversões das direções naturais da tendência de atualização unitária ". Na teoria de Rogers, a autoatualização não é o ponto final; é o processo que pode, em circunstâncias propícias (em particular a presença de autoestima positiva e a compreensão empática dos outros), levar o indivíduo a se tornar mais "plenamente funcional".

## Abraham Maslow
O livro de Abraham Maslow, Motivação e Personalidade (1954), iniciou uma revolução filosófica a partir da qual cresceu a psicologia humanista. Isso mudou a visão da natureza humana de um ponto de vista negativo - o homem como sendo um organismo condicionado ou redutor de tensão - para uma visão mais positiva na qual o homem é motivado a realizar todo o seu potencial, o que se reflete em sua hierarquia de necessidades e em sua teoria da autoatualização. A autoatualização está no topo da hierarquia de necessidades de Maslow e é descrita como se tornar "'completamente humano' ... maturidade ou autoatualização". É considerada parte da psicologia humanista, que é um dos vários métodos usados na psicologia para estudar, entender e avaliar a personalidade. A abordagem humanista foi desenvolvida porque outras abordagens, como a psicodinâmica tornada famosa por Sigmund Freud, focavam em indivíduos não saudáveis que exibiam comportamento perturbado; enquanto a abordagem humanista se concentra em pessoas saudáveis e motivadas e tenta determinar como elas se definem, maximizando seu potencial. A partir desse ramo da psicologia, decorre a hierarquia de necessidades de Maslow. Segundo Maslow, as pessoas têm necessidades de ordem inferior que, em geral, devem ser atendidas antes que as necessidades de ordem superior possam ser satisfeitas: 'cinco conjuntos de necessidades - fisiológico, segurança, pertencimento, estima e, finalmente, autoatualização'.
Teoricamente, uma vez atendidas essas necessidades, um indivíduo é preparado para a autoatualização. No entanto, Maslow sugeriu mais tarde que existem mais duas fases pelas quais um indivíduo deve progredir antes que a autoatualização possa ocorrer. Elas incluem "as necessidades cognitivas", nas quais uma pessoa desejará conhecimento e compreensão do mundo ao seu redor, e "as necessidades estéticas", que incluem a necessidade de "simetria, ordem e beleza". Uma vez satisfeitas todas essas necessidades, o estágio final da hierarquia de Maslow - autoatualização - pode ocorrer. Maslow também acrescentou mais um passo além da autoatualização, que é a autotranscendência. A autotranscendência ocorre nos "níveis mais altos e mais inclusivos ou holísticos da consciência humana".
Os escritos de Maslow são usados como recursos inspiradores. A chave para os escritos de Maslow é entender que não há rotas rápidas para a autoatualização: ao invés, ela é afirmada no indivíduo que tem suas necessidades de deficiência menores atendidas. Depois que uma pessoa passa por sentir e acreditar que é deficiente, ela naturalmente procura se tornar quem é, ou seja, a autoatualização. Em outros lugares, no entanto, Maslow (2011) e Carl Rogers (1980) ambos sugeriram atitudes e/ou atributos necessários que precisam estar dentro de um indivíduo como pré-requisito para a autorrealização. Entre eles, há um desejo real de ser elas mesmas, de ser totalmente humano, de realizar-se e de estar completamente vivo, além de uma disposição de arriscar ser vulnerável e descobrir aspectos mais "dolorosos" para aprender sobre/crescer através e integrar essas partes de si mesmas (isso tem paralelos com o conceito ligeiramente semelhante de individuação de Jung).
Embora seus estudos fossem inicialmente centrados biologicamente (ou focados na natureza própria psicológica mais comum), Maslow (2011) e Rogers (1980) tornaram-se mais abertos à "espiritualidade" e cresceram para aceitar uma concepção mais aberta e "espiritual" do homem antes do fim de suas vidas. Além disso, tem havido muitas semelhanças e referências cruzadas entre várias escolas ou grupos espirituais (principalmente as formas espirituais orientais) nos últimos 40 anos. A descrição de Sri Ramana Maharshi, de que a autorrealização completa e espiritual é caracterizada por "ser" (sat), "consciência" (chit) e "felicidade" (ananda), pode ser vista como um reflexo do pensamento humanístico; a experiência de uma pessoa autoatualizadora participa dessas coisas em algum grau: "ser", "consciência" e "felicidade significativa", mesmo que se possa ir além da autoatualização para a autotranscendência.

### Hierarquia de necessidades de Maslow
Como observou Abraham Maslow, as necessidades básicas dos seres humanos devem ser atendidas (por exemplo, comida, abrigo, calor, segurança, senso de pertença) antes que uma pessoa possa alcançar a autoatualização. No entanto, Maslow argumentou que atingir um estado de verdadeira autoatualização na sociedade cotidiana era bastante raro. Pesquisas mostram que quando as pessoas vivem vidas diferentes de sua verdadeira natureza e capacidade, é menos provável que sejam felizes do que aquelas cujos objetivos e vidas coincidem. Por exemplo, alguém que tem potencial inerente para ser um grande artista ou professor pode nunca perceber seus talentos se sua energia estiver focada em atingir as necessidades básicas dos seres humanos. À medida que a pessoa sobe na hierarquia de necessidades de Maslow, ela pode finalmente chegar ao cume - autoatualização. A hierarquia de necessidades de Maslow começa com as necessidades mais básicas consideradas "as necessidades fisiológicas" nas quais o indivíduo buscará itens como comida e água e deve ser capaz de desempenhar funções básicas, como respirar e dormir. Uma vez que essas necessidades sejam atendidas, uma pessoa pode passar a satisfazer "as necessidades de segurança", onde tentará obter uma sensação de segurança, conforto físico e abrigo, emprego e propriedade. O próximo nível é "as necessidades de pertencimento e amor", onde as pessoas se esforçam por aceitação social, afiliações, um sentimento de pertencimento e ser bem-vindo, intimidade sexual e talvez uma família. A seguir, estão "as necessidades de estima", nas quais o indivíduo desejará um senso de competência, reconhecimento de conquista pelos pares e respeito pelos outros.
Uma definição mais explícita de autoatualização, de acordo com Maslow, é "crescimento intrínseco do que já está no organismo, ou mais precisamente do que é o próprio organismo ... a autoatualização é motivada pelo crescimento, e não pela deficiência".:66 Essa explicação enfatiza o fato de que a autoatualização normalmente não pode ser alcançada até que outras necessidades de ordem inferior da hierarquia de necessidades de Maslow sejam satisfeitas. Enquanto Goldstein definiu a autoatualização como uma força motriz, Maslow usa o termo para descrever o crescimento pessoal que ocorre quando as necessidades de ordem inferior são essencialmente atendidas, um corolário em que, em sua opinião, "autoatualização ... raramente acontece. .. certamente em menos de 1% da população adulta." O fato de "a maioria de nós funcionar a maior parte do tempo em um nível inferior ao da autoatualização", ele chamou de psicopatologia da normalidade.
Embora a teoria seja geralmente retratada como uma hierarquia bastante rígida, Maslow observou que a ordem na qual essas necessidades são atendidas nem sempre segue essa progressão padrão. Por exemplo, ele observa que, para algumas pessoas, a necessidade de autoestima é mais importante do que a necessidade de amor. Para outros, a necessidade de realização criativa pode substituir até as necessidades mais básicas.
Em vez de focar no que está errado com as pessoas, Maslow queria focar no potencial humano e em como alcançamos esse potencial. Maslow (1943, 1954) afirmou que a motivação humana é baseada em pessoas que buscam satisfação e mudança através do crescimento pessoal. Pessoas autoatualizadas como aquelas que se tornaram plenas e fazendo tudo o que eram capazes. Refere-se ao desejo da pessoa de se autocompletar, a saber, a tendência de se atualizar no que é potencialmente. "A forma específica que essas necessidades tomarão variará, é claro, de pessoa para pessoa. Em um indivíduo, pode assumir a forma do desejo de ser uma mãe ideal; em outro, pode ser expresso atleticamente; em outro, pode expressa em pintar quadros ou invenções ".

### Características de autoatualizadores segundo Maslow
Um autoatualizador é uma pessoa que vive de forma criativa e plena usando seus potenciais. O que um homem pode fazer, ele deve fazer. Refere-se ao desejo de autoplenificação, ou seja, à tendência para que ele se atualize no que é potencialmente. Maslow baseou sua teoria parcialmente em suas próprias suposições ou convicções sobre o potencial humano e parcialmente em seus estudos de caso de figuras históricas que ele acreditava serem autoatualizadas, incluindo Albert Einstein e Henry David Thoreau. Ele considerou que as pessoas autoatualizadoras possuíam "uma habilidade incomum de detectar o espúrio, o falso e o  desonesto na personalidade e, em geral, julgar as pessoas de maneira correta e eficiente". Maslow examinou a vida de cada uma dessas pessoas, a fim de avaliar as qualidades comuns que levaram cada uma a se autoatualizar. Em seus estudos, Maslow descobriu que os autoatualizadores realmente compartilham semelhanças. Ele também acreditava que cada uma dessas pessoas havia conseguido, de alguma forma, encontrar sua natureza central que é única para elas e que é um dos verdadeiros objetivos da vida. Famosos ou desconhecidos, instruídos ou não, ricos ou pobres, os autoatualizadores tendem a se encaixar no seguinte perfil.
As características autoatualizantes de Maslow são:[carece de fontes?]
- Percepções eficientes da realidade. Os autoatualizadores são capazes de julgar as situações correta e honestamente. Eles são muito sensíveis ao falso e desonesto, e são livres para ver a realidade 'como ela é'.
- Aceitação confortável de si, dos outros e da natureza. Os autoatualizadores aceitam sua própria natureza humana com todas as suas falhas. As deficiências dos outros e as contradições da condição humana são aceitas com humor e tolerância.
- Confiante em experiências e julgamentos próprios. Independente, não se baseia na cultura e ambiente para formar opiniões e pontos de vista.
- Espontâneo e natural. Fiel a si próprio, ao invés de ser como os outros querem.
- Centralização de tarefas. A maioria dos pacientes de Maslow tinha uma missão a cumprir na vida ou alguma tarefa ou problema "além" de si (em vez de fora de si) a ser perseguido. Considera-se que humanitários como Albert Schweitzer possuíam essa qualidade.[carece de fontes?]
- Autonomia. Os autoatualizadores não dependem de autoridades externas ou de outras pessoas. Eles tendem a ser engenhosos e independentes.
- Contínuo frescor de apreciação. O autoatualizador parece renovar constantemente a apreciação das coisas boas básicas da vida. Um pôr-do-sol ou uma flor serão experimentados tão intensamente como foram da primeira vez. Existe uma "inocência da visão", como a de um artista ou criança.
- Relações interpessoais profundas. As relações interpessoais dos autoatualizadores são marcadas por laços amorosos profundos.
- Conforto com a solidão. Apesar de terem um relacionamento satisfatório com os outros, as pessoas autoatualizadas valorizam a solidão e se sentem confortáveis em ficar sozinhas.[28]
- Senso de humor não hostil. Isso se refere à capacidade de rir de si mesmo.
- Experiências de pico. Todos os sujeitos de Maslow relataram a ocorrência frequente de experiências de pico (momentos temporários de autoatualização). Essas ocasiões foram marcadas por sentimentos de êxtase, harmonia e profundo significado. Os autoatualizadores relataram sentir-se em harmonia com o universo, mais forte e mais calmo do que nunca, cheio de luz, beleza, bondade e assim por diante.
- Socialmente compassivo. Possuir humanidade.
- Alguns amigos. Poucos amigos íntimos e não muitos relacionamentos superficiais.
- Gemeinschaftsgefühl. Segundo Maslow, os autoatualizadores possuem "Gemeinschaftsgefühl", que se refere ao "interesse social, sentimento da comunidade ou um sentimento de unidade com toda a humanidade".[29]

## Crítica
Maslow observou cedo sua impressão de que "a impulsividade, a expressão irrestrita de qualquer capricho, a busca direta por 'ser bacana' e por prazeres não sociais e puramente privados ... muitas vezes são incorretamente rotulados como autoatualizações". Nesse sentido, a "autoatualização" é pouco mais do que Eric Berne descreveu como o jogo de "'Autoexpressão' ... baseado no dogma 'Sentimentos são bons'".
Críticas mais amplas da psicologia humanística ao conceito de autoatualização incluem o perigo de que "a ênfase na tendência de atualização; ... possa levar a uma visão altamente positiva do ser humano, mas estranhamente não-relacional". De acordo com Fritz Perls, há também o risco de confundir "autoatualizar e autoimagem se atualizando ... a maldição do ideal". Para Perls, combinando-se "a virtude da autoatualização e a realidade da autoatualização", a última torna-se apenas mais uma medida para o "manda-chuva" - a consciência incômoda: "Você me diz para coisas. Você me diz para ser real. Você me diz para ser autorrealizada; ... não preciso ser tão boa!" Barry Stevens comentou:
Maslow ficou descontente com o que aconteceu com muitas pessoas quando elas leram o que ele escreveu sobre 'pessoas que se autoatualizam'. O que eles fizeram com isso foi muito estranho. Recebi um bom número de cartas dizendo 'Eu sou uma pessoa autoatualizada'. Maslow disse que ele deve ter deixado algo de fora. Fritz (Perls) deixou claro. Ele viu que a maioria das pessoas atualizava um autoconceito. Isso não é  autoatualizar.
Segundo Paul Vitz, isso pode estar relacionado à acusação de que "Rogers e Maslow ambos transformam a autoatualização a partir de uma noção descritiva em uma norma moral". Embora, se ela é de fato uma realidade tão boa quanto eles pretendem, então uma certa ansiedade em sua comunicação é compreensível.
Em geral, durante o início do século XXI, "a utilidade dos conceitos do si mesmo e de autoatualização continua a atrair discussão e debate".
Além disso, pode haver um sentimento comum de que a possibilidade de 'autoatualização' é reservada para aquelas pessoas que tiveram sorte na vida e não precisam lutar pela sobrevivência do dia a dia em um emprego sem saída. Não obstante, Maslow (2011) sugeriu que era muito sobre a atitude que o indivíduo trouxe à sua vida que pode ser o catalisador crucial de para onde a vida e o autocrescimento da pessoa vão. Existem muitos exemplos de quando as pessoas estão basicamente nas mesmas circunstâncias, mas se mostraram muito diferentes, o que pode indicar que a atitude pode ter uma enorme influência sobre o destino de alguém; no entanto, sempre há a pergunta: o que torna a atitude diferente de pessoa para pessoa?